# Стефанія Бельмондо
Стефанія Бельмондо (італ. Stefania Belmondo, 13 січня 1969) — італійська лижниця, дворазова олімпійська чемпіонка.
Стефанія Бельмондо була другою лижницею у світі після Раїси Сметаніної, що зуміла здобути 10 олімпійських медалей. Вона народилася в П'ємонті в родині домогосподарки й електрика, почала бігати на лижах у три роки, дебютувала на чемпіонаті світу 1987. В наступному році вона взяла учать у Олімпійських іграх у Калгарі, а в 1989 виграла свою першу гонку на етапі Кубка світу.
Свою першу медаль на чемпіонаті світу, бронзову в гонці на 15 км, Бельмондо виборола у 1991, а на Альбервільській Олімпіаді перемогла на коронній дистанції 30 км. У 1993 році на чемпіонаті світу вона виграла дуатлон і гонку на 30 км, здобула срібло в естафеті, але травма великого пальця ноги, що потребувала хірургічного втручання, вибила її зі змагань на 4 місяці.
На Олімпіаді в Ліллехаммері, після другої операції, Бельмондо здобула лише дві бронзові нагороди. Проте, всупереч пораді лікаря Бельмондо продовжила бігати на лижах. В сезоні 1996—1997 вона здобула три срібла, поступившись тільки Олені В'яльбе, а в дуатлоні розділила з росіянкою першу сходинку п'єдесталу. В Нагано Стефанія здобула бронзу в естафеті та срібло в гонці на 30 км. Бронза естафетної гонки була особливою, оскільки Бельмондо розпочала свій заключний етап тільки дев'ятою. На чемпіонаті світу 1999 Бельмондо виграла дуатлон та гонку на 15 км, і здобула срібло в естафеті.
2002 рік став останнім роком спортивної кар'єри Бельмондо. Цього року на Олімпіаді в Солт-Лейк-Сіті вона виграла золоту олімпійську медаль у гонці на 15 км і срібло в гонці на 10 км. Ці медалі, проте, прийшли після дискваліфікації за вживання допінгу російських лижниць Лариси Лазутіної та Ольги Данилової.
Стефанія Бельмондо двічі, у 1997 та 2002, перемагала в гонці на 30 км на Холменколленському лижному фестивалі і була нагороджена Холменколленською медаллю у 1997.
На Туринські Олімпіаді Стефанія Бельмондо виконала почесне завдання запалювання олімпійського вогню.